# シバジ
シバジ（朝鮮語：씨받이）とは、朝鮮半島において、李氏朝鮮中期以来存在した風習の一つで、家の跡継ぎとなる男子を得るために、子供を生むための女性を雇うこと。また、それに従事する女性をさす。現代に措ける代理母と似た概念とされている。日韓併合後に禁止された。
씨（シ）が「種」を、받이（パジ）が「受けること（もの）」を意味することから、日本語で「種受け」と訳されることがある。なお、動植物の採種も同じ語で表すことがある。
本項では、シバジを主題にした1987年の韓国映画についても取り扱う。

## 概要
祖先の祭祀を重視する儒教を建国理念としていた朝鮮王朝期の両班社会においては、男系を繋ぐ事が大事なものとされ、家門の継承の為に跡継ぎたる男子を儲けることが重要となった。李朝中期までは、高麗時代の仏教文化が残り、財産も均分相続されるなど、長子に相続権が集中されることは稀であったが、儒教の教えが一般民衆まで浸透する李朝後期になると女性の排除や長子集中が著しくなる。そして、妾が産んだ庶子に対しては厳しい差別が社会的に行われていた。そして家門を継ぐ男の子が生まれない場合、一般的には一族の男の子を養子とすることがもっとも一般的であった。しかし、これができない場合、子供を嫡子として育てるために、シバジという密かな存在が生まれた。シバジになったのは、寡婦や賤民で、おもに子をたくさん産んだ女性であった。
日本では、1987年の韓国映画『シバジ』によってその存在が一部で知られるようになり、当時問題となりつつあった代理母出産との関係で注目された。
映画『シバジ』においては、世継ぎの男子を出産した場合には顔も見ないうちにすぐにその家を立ち去ることがシバジの掟であるとされ、女子が生まれた時はシバジが引き取ってその子は成長後はシバジとなると描かれている。

## 映画
『シバジ』（原題：씨받이）は1987年の韓国映画。イム・グォンテク監督、ソン・ギルハン脚本。1986年に制作され、翌1987年3月21日に韓国で封切された。同作品がアメリカ合衆国で紹介された際には、The Surrogate Mother,The Surrogate Woman（代理母）のタイトルも用いられた。ビデオ邦題は『シバジ 快楽の報酬』。
子役タレントとして出発し、テレビの青春ドラマなどで活動していたカン・スヨンが、成人女優としての演技を高く評価された。カン・スヨンはこの映画で第44回ヴェネツィア国際映画祭 女優賞、1987年ナント三大陸映画祭主演女優賞を獲得し、その出世作として知られている。

### あらすじ
跡継ぎの男子に恵まれない両班サンギュ（イ・グスン）は、周囲に迫られるまま気が進まないながらもシバジの村に生まれた少女オンニョ（カン・スヨン）をシバジとして雇う。金で結ばれた関係に過ぎなかったが、やがて二人は心から愛し合うようになる。

### キャスト
- 姜受延（カン・スヨン） － オンニョ
- 李九淳（イ・グスン） － サンギュ
- 方姫（パン・ヒ） －  ユン氏（サンギュの妻）
- 韓銀珍（ハン・ウンジン） － サンギュの母